# ضریب شکست

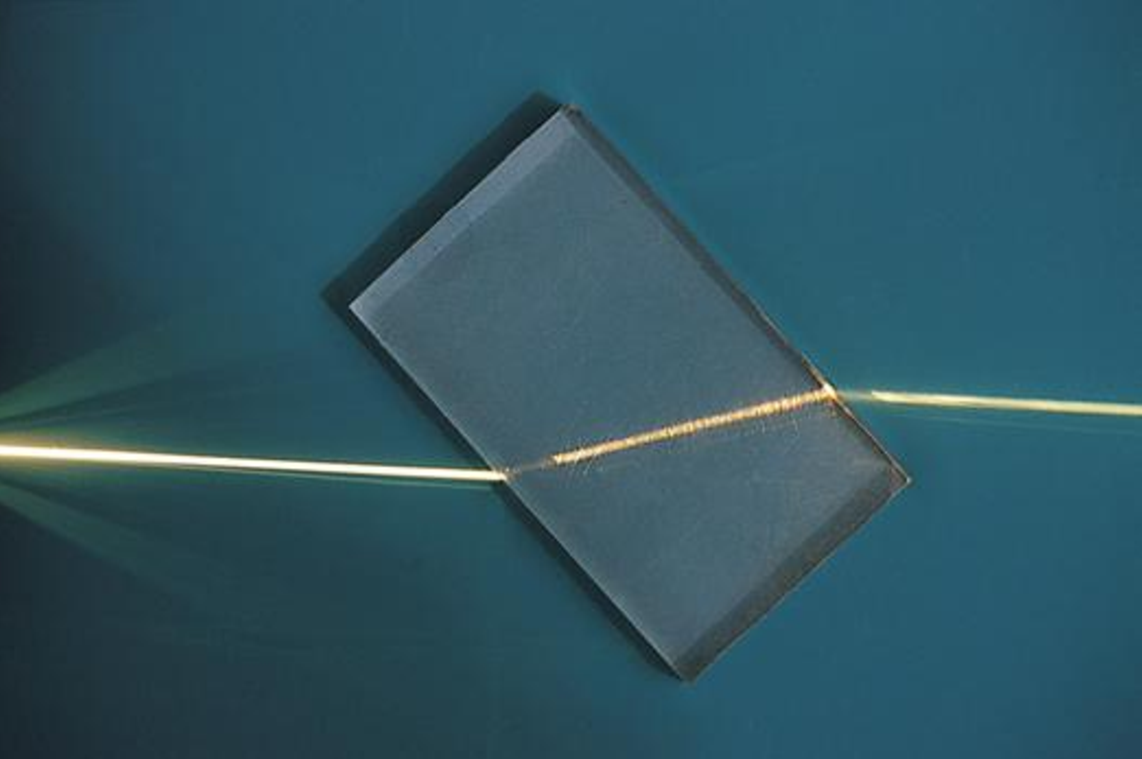
یک پرتو نور که در یک بلوک پلاستیکی می‌شکند.

ضریب شکست n یک محیط در نورشناسی، مقیاسی است بدون بعد برای نشان دادن آنکه سرعت نور یا هر پرتو دیگر در آن محیط چه مقدار نسبت به خلأ کاهش می‌یابد. ضریب شکست چنین تعریف می‌شود.
{\displaystyle n={\frac {c}{v}}}
که در آن c سرعت نور در خلأ و v سرعت نور در مادهٔ مورد نظر است.
به‌طور مثال، ضریب شکست شیشه در حدود ۱٫۵ است و این بدان معنا است که سرعت نور در شیشه ۰٫۶۷=(۱٫۵)/۱ برابر سرعت نور در خلأ است.
از نظر تاریخی نخستین جایی که به این پدیده اشاره شد در قانون شکست نور اسنل بود، sinθ۱n۱=
sinθ۲n۲، که در آن θ۱ و θ۲ زوایای برخورد پرتو با سطح مشترک دو محیط نوری است. n۱ و n۲ ضرایب شکست این دو محیط هستند.
گاهی به دلیل ضریب شکست بالا یا زاویه تابش زیاد، هنگام تابش از محیط غلیظ به رقیق، به جای این که شکست نور اتفاق بیفتد، نور در محیط غلیظ بازتاب می‌گردد (مانند آینه) که به این پدیده بازتاب کلی گفته می‌شود.
زاویه بروستر که زاویهٔ بحرانی بازتاب کلی است و نیز بازتابندگی یک سطح از کمیت‌هایی هستند که به ضریب شکست وابسته‌اند. این موضوع در معادله فرینل توضیح داده شده.
n به صورت ضریب کاهش طول موج و سرعت تابش نسبت به مقدار آن‌ها در خلاء تعریف می‌شود. برای یک طول موج خاص در خلأ مانند λ۰، طول موج در محیط تازه λ=λ۰/n خواهد بود. با توجه به این‌ها نتیجه می‌گیریم که ضریب شکست خلأ ۱ است. از نظر تاریخی محیط‌های مرجع دیگری نیز معمول بوده‌اند (مانند هوا در فشار و درجهٔ حرارت استاندارد).
ضریب شکست مواد مختلف در طول موج‌های متفاوت فرق می‌کند. به این پدیده پاشش می‌گویند که منجر به شکافتن نور سفید در منشورها، رنگین‌کمانها و ابیراهی رنگی‌ها می‌شود.هرچه یک محیط غلیظ تر باشد ضریب شکست ان بیشتر است و بیشتر از مسیر اولیه خود منحرف میشود پس به خط عمود نزدیکتر میشود.

## ضریب شکست منفی
ضریب شکست منفی به‌طور معمول در مواد طبیعی وجود ندارد، ولی در بعضی فرامواد این خاصیت دیده می‌شود. ضریب شکست منفی زمانی به وجود می‌آید که ثابت گذردهی خلاء ε و تراوایی مغناطیسی μ ماده در یک فرکانس مشخص به‌طور همزمان منفی باشند.